# Bernard de Soissons
Bernard de Soissons (né au XIIIe siècle) était un architecte français du XIIIe siècle, qui fut le dernier des quatre architectes de la cathédrale de Reims, à la construction de laquelle il travailla de 1255 à 1290 ou de 1259 à 1294 selon les sources.

le labyrinthe

Les parties des travaux étaient assez bien documentées par le labyrinthe qui fut détruit en 1778.
On lui doit, entre autres :
- une grande partie de la façade occidentale jusqu'au niveau de la galerie du Gloria qui fait une présentation des rois de France ;
- les trois piliers méridionaux des trois premières travées ;
- les voûtes des cinq premières travées en partant de la rosace ;
- les trois volées doubles des arcs-boutants.

## Liste des architectes de la cathédrale de Reims auXIIIesiècle
- Jean d'Orbais.
- Jean-le-Loup.
- Gaucher de Reims.
- Bernard de Soissons
- Robert de Coucy (de 1290 à 1301).